# Camille Gardelle
Pour les articles homonymes, voir Gardelle.
Camille Rémy Alexandre Gardelle est un architecte français, né à Montauban le 31 juillet 1866, où il est mort le 7 décembre 1947.

## Biographie
Il est le fils de Marie Camille Léopold Gardelle, architecte diocésain et municipal à Montauban, et de Marie Angélique Dupeyre.
Il a été l'élève de Charles Louis Girault à l'école des Beaux-Arts de Paris. Il en sort diplômé en 1899.
Il quitte la France pour l'Uruguay en 1910. Il y a laissé des œuvres notables, parmi lesquelles le Palacio Pietracaprina (actuellement l'ambassade du Brésil à Montevideo), réalisé en 1913, le Palais Piria (es), construit en 1916, sur la Plaza Cagancha, pour l'entrepreneur Francisco Piria (1947-1933) (qui abrite la Cour suprême d'Uruguay) ou encore le Palacio Brasil édifié entre 1919 et 1922. On lui doit encore la transformation du Castillo de Soneira, entre 1912 et 1914. Il construit, entre 1924 et 1929, avec la participation des architectes Sebastián Martorell et Francisco Lasala, un petit palais près de la plaza de Cagancha. Il revient en France après une vingtaine d'années passées en Uruguay.

### Publications
- Camille Gardelle, Charles Plumet architecte, L'Art décoratif, no 5, février 1899, p.  201-203